# Martine Smeets
Martine Smeets (nascida em 5 de maio de 1990) é uma handebolista holandesa. Integrou a seleção holandesa feminina que terminou na quarta posição no handebol dos Jogos Olímpicos de Verão de 2016, realizados no Rio de Janeiro, Brasil. Atua como ponta esquerda e joga pelo clube SG BBM Bietigheim (#8). Foi medalha de prata no Campeonato Mundial de Handebol Feminino de 2015, na Dinamarca.